# Гаральд Золотобородий
Гаральд Золотобородий (давньоскан. Harald gullskegg) — напівлегендарний конунг Согну, батько Рагнгільд Гаральдсдоттір, першої дружини Гальвдана Чорного. Згадується в збірнику «Коло Земне» в «Сазі про Гальвдана Чорного».

## Життєпис
Він епізодично згадуваний в третій частині «Саги про Гальвдана Чорного».
Нічого достеменно не відомо про його батьків, рід, чи з ким він був одружений.
Згідно з сагою, він правив у Согні і мав єдину дочку Рагнгільд, яку видав за Гальвдана Чорного. Вони народили сина, якого назвали Гаральдом на честь діда по материнській лінії, онук і був виховуваний ним.
Коли Гаральд постарів, він віддав королівство тоді десятилітньому сину, згодом померши. Але, втім, рід конунгів Соґну згас зі смертю його дочки і онука майже водночас, як зазначається, від цинги.
Володіння тим часом забрав собі Гальвдан Чорний як спадкоємець свого бездітного первістка.

### Гіпотези
Історик Клаус Краг у «Історії Норвегії до 1319 року» припускає, що Гаральд Золотобородий насправді був дідом Гаральда Прекрасноволосого. Тобто, він припускає, що два сини з іменем Гаральд, згадані в «Сазі про Гальвдана Чорного», є однією і тією ж особою. Він також вважає, що другий Гаральд є літературним кроком Сноррі, щоб тісніше пов'язати сім'ю Горфаґер зі Східною Норвегією і Данією, адже батько другої дружини Рагнгільд — Сігурд Олень — з роду Даглінгів і по материнської лінії він був онуком Сігурда Зміїноокого і правнуком Рагнара Лодброка. Така гіпотеза не суперечить з очевидно мітологічною розповіддю про «сон Рагнгільди», пов'язаний з другою дружиною.